# عناقيد الغضب (رواية)
عناقيد الغضب (بالإنجليزية: The Grapes of Wrath)‏ رواية شهيرة للكاتب الأمريكي جون ستاينبيك. كتبها عام 1939م وفاز عنها بجائزة بوليتزر في 1940م. تعد هذه الرواية من أكثر أعمال ستاينبيك شهرة، وفيها يصف حالة عائلة فقيرة من أوكلاهوما هاجرت إلى كاليفورنيا خلال الأزمة الاقتصادية في الثلاثينات من القرن العشرين. تصور الرواية حياة الطبقة العاملة وشرائح المعدمين والمهمشين، الذي يعد شتاينبك واحداً منهم، فقد ولد في ساليناس بكاليفورنيا وفي شبابه عايش الطبقات المطحونة وعانى الظلم الطبقي الذي ميز المجتمع الأمريكي، حيث عمل سائساً في حظيرة للدواب فترة ثم قاطفاً للفواكه في إحدى المزارع ثم بناء منازل، مما أعطاه القدرة على وصف حياة الفلاح بواقعية. تحكي الرواية عن جبروت القحط وعن سراب الحلم الأمريكي الذي اجتذب آلافاً بل ملاييناً من المواطنين داخل وخارج أمريكا، عن مأساة ملايين من الأمريكيين الذين دُمرت حياتهم خلال كارثة الكساد الاقتصادي الكبير الذي اعترت أمريكا عام 1929، والجفاف العظيم الذي دأهمها في الثلاثينيات. قال شتاينبك خلال كتابته الرواية والتحضير لها: (أريد أن أضع علامة عار على جبين الأوباش الجشعين و المسؤولون عن هذا (أي الكساد العظيم عام 1929).

## عائلة جود المثال
عائلة جود التي قدمها لنا الكاتب في روايته هي مثل آلاف الأسر الأمريكية المعدمة دفعتها الظروف الاقتصادية الصعبة، التي تتعدي حدود الفقر لتصل بالمواطنين إلى حد الموت جوعاً أو جفافاً، إلى ترك وطنها بأوكلاهوما بعد أن أصابها الجدب والجفاف خلال فترة قصعة الغبار والسفر غرباً إلى كاليفورنيا سعيا وراء حياة أكثر أماناً.
قدم شتاينبك ملحمة إنسانية في معاناتها وكتب يقول: «لقد فعلت كل ما في وسعي لأحطم أعصاب القارئ إلى أقصى حد، ذلك أنني لا أريده أن يكون راضياً». من خلال هذه الملحمة يقدم الكاتب نقداً حاداً للمجتمع الأمريكي والتناقض بين الأفكار التي قام عليها المجتمع الأمريكي مثل العدالة والمساواة وتكافؤ الفرص وبين الواقع الأليم لأسرة بسيطة تعاني من أجل الوصول إلى الحد الأدنى من سبل المعيشة؛ فقط بيت وعائلة ووظيفة آمنة.

## اسلوب الرواية
تعد الرواية من أهم كلاسيكيات الأدب الواقعي الأمريكي التي قدم من خلالها شتاينبك نموذجاً إبداعياً، استلهم عناصره وأبطاله ورموزه ومادته السردية من الواقع الاقتصادي والاجتماعي والثقافي الأمريكي.

## القصة
تقع أحداثها في أوكلاهوما التي أصابها الجدب والجفاف وتتناول حياة المهاجرين في كاليفورنيا، فتحكي عن أسرة (جود) التي تجبر مثل آلاف غيرها من الأسر على السفر غربا سعيا وراء الأرض الموعودة.

## الشخصيات
- توم جوود عناقيد الغضب: بطل الرواية والابن الثاني لعائلة جود ثم خلال الرحلة أصبح القائد لها والمدبر للعائلة.
- ما جوود: وهي الشخص الذي حافظ على تماسك العائلة ورعايتها رغم الظروف القاسية التي مروا بها نظام أمومي.
- با جوود: بطريرك، يدعى أيضاً توم وعمره خمسون عاماً. زراعي ورجل عائلة. با يصبح رجلاً مكسوراً بعد خسارته لوسيلة كسب عيشه ووسيلته لدعم عائلته. مما يدفع بـما لتولي قيادة العائلة.
- العم جون جوود: الأخ الأكبر لـبا جود (ويصفه با بأنه«رجل بعمر الستين تقريباً»، ولكنه في السرد للقصة يوصف بأنه 50).
- جيم كاسي: واعظ سابق فقد ايمانه. ذو سمات خلقية مميزة. وهو مستوحى من اد ريكيتس.
- آل جوود: ثاني أصغر الأبناء. يقتدي بتوم ولكنه يبدأ بالعثور على طريقه.
- روز اوف شارون جوود ريفيرز: بنت مراهقة طفولية وحالمة (18) والتي تنمو لتصبح امرأة ناضجة. في بداية القصة تكون في قترة الحمل. تلد طفل ميت وقت الولادة. قد سببب وفاة الطفل سوء التغذية.
- كوني ريفيرز: زوج روز اوف شارون ذو التسعة عشر عاماً. ساذج. كان يشعر بثقل مهمة زواجه وقربه من أن يكون أباً. يهجر زوجته بعد فترة وجيزة من وصولهم كاليفورنيا.
- نوح جوود: أكبر الأبناء، وأولهم تركاً للعائلة. وكان قد عزم على أن يتعيش على الصيد من نهر كولورادو. مصاب منذ الولادة وموصوف بأنه «غريب». قد يكون قد عانى من صعوبات في التعلم.
- الجد جوود: جد توم. يظهر رغبته الجامحة في البقاء في أكلاهوما. اسمه الكامل هو ويليام جيمس جوود. يتم تخديره من أفراد عائلته بـ«صبغ الأفيون الكافوري» وذلك لإجباره على المغادرة. ولكنه يموت في أول ليلة في الطريق.
- الجدة جوود: زوجة الجد جوود المتدينة. تخسر رغبتها في العيش بعد وفاة زوجها. تموت وهي في طريق السفر مع العائلة أثناء عبور صحراء موهافي.
- روثي جوود: أصغر الأبناء من الإناث بعمر اثني عشر. معروفها بطيشها وطفولتها. في أثناء تجادلها مع طفل آخر تتعرف على توم في مخبأه.
- وينفيلد جوود: أصغر الذكور في العائلة بعمر العاشرة.
- جيم راولي: يدير مخيم في وييد باتش ويظهر لعائلة جوود استلطافاً مقاجئاً.
- مولي جريفز: جار لعائلة جوود. تتم دعوته للسفر معهم إلى كاليفورنيا ولكنه يرفض. تترك العائلة كلبين معه أما الثالث فيقتل في الطريق عن طريق عربة وهم في طريق رحلتهم.
- آيفي وسيري ويلسون: مهاجرين من كنساس. يحضرون وفاة الجدة ويتشاركون معهم الرحلة حتى خط ويلاية كاليفورنيا.
- السيد ويين رايت: أب آجي ويين رايت وزوج السيدة ووين رايت. يقلق على ابنته آجي.
- المدام ويين رايت: أم آجي ويين رايت وزوجة السيد ويين رايت. تساعد ما في ولادة طفل روز اوف شارون.
- آجي ويين رايت: ابنة ذو ستة عشر عاماً للسيد والمدام ويين رايت. تنوي الزواج من آل.
- فلويد نوولز: الرجل في هوفر فيل والذي يحث توم وكاسي للانضمام إلى منظمات العمل. تهوره يتسبب في سجن كاسي.

## ملخص فصول الرواية
تمتد الرواية على تسعة فصول
- الفصل الأول: يتحدث عن عودة توم من السجن ولقائه كايسي الواعظ السابق، ثم لقائه هولي جرايفرز الذي لم يترك مو نه، ثم وصولهم إلى مكان سكن عائلة توم
- الفصل الثاني: يتم التعريف بعائلة توم بمن معه، وخشيتهم من هروبه من السجن وطمأنتهم، ثم الاستعداد والتحضير للرحيل إلى كاليفورنيا، والوصول إلى الطريق الرئيسي كي يسافروا 2000 كيلو متر تقريبا عبر الطريق السريع المسمى بالطريق HW66
- الفصول الثالث والرابع والخامس: يتم توضيح طريقهم إلى كاليفورنيا ومن لافو خلاله، والراحة والنوم عبر الطريق، ثم موت الجد والجدة من بعد المتعبان، وتشتت العاءلة بترك نوح لهم عند حدود كاليفورنيا وتعطل السيارة وافتراق العائلة ثم التقائها ثانية. ويصف المخيمات والممرات التيتوقفا بها ومرورهم باريزونا وتصرفات حرس الحدود بها، ثم رؤيتهم للوادي العظيم في كاليفورنيا.
- الفصل السادس: يتم عرض قرى ومخيمات هوفر والتي تم تسميتها نسبة للرئيس هوفر، التي كان فيها خلال انتقالهم إلى المزارع للعمل وما يحدث بالمخيمات وظروف الحياة فيها ونوعية الخدمات التي تقدم للقاطنين بالمخيمات، ويبين بشكل واضح استغلال المقاولين للعمل بسبب كثرتهم وتصرفات بعض شرطة كاليفورنيا
- الفصل السابع: يتم الحديث وتوضيح ما يحدث في مخيم حكومي وما فيه من خدمات أفضل من المخيمات العشوائية، كما يظهر اجور العمال المتدنية وتصرفات اتحاد المزارعين مع العاملين، وايضا بيين قصة دخول كايسي للسجن.
- الفصل الثامن: الاضراب الذي حدث في أحد المزارع وقيادة كايسي له بسبب تخفيض الاجور إلى النصف، أي من خمسة سنتات إلى سنتين ونصف، وهي الطريقة التي يتصرف بها اصحاب المزارع، ثم ايجاد كايسي لعمل وسماعه عن مؤامرة من الشرطة لافتعال شغب للتدخل داخل المخيم الحكومي في الحفل الاسبوعي الذي يتم اقامته داخل المخيم، وقدرة توم ومن معه من انهاء الامر بسرعة فائقة، كما يتحدثعن المضاربة التي دخل بها كايسي واختفائه وضرب توم بوجهه اصابه بليغة واضحة وبحث الشرطة عنه.
- الفصل التاسع والاخير: يعرض عمل العائلة في أحد الزارع في قطف القطن ثم نزول المطر بشكل شديد وتضرر سكن العائلة الصندوقي (car box)، وززاج آل من واينر وايت الفتاة التي تعرف عليها بالمخيم، ثم ولادة روز شارين مولودها الذي مات مباشرة... وتعاون الرجال لاتقاء سيل المطر ببناء جدارن والانتقال إلى مكان جاف بعديان ثم نهاية الرواية الغامض.